# NGC 6275
NGC 6275 је галаксија у сазвежђу Змај која се налази на NGC листи објеката дубоког неба.
Деклинација објекта је + 63° 14' 34" а ректасцензија 16h 55m 33,6s. Привидна величина (магнитуда) објекта NGC 6275 износи 14,3 а фотографска магнитуда 15,3. NGC 6275 је још познат и под ознакама MK 503, MK 890, CGCG 321-7, CGCG 320-54, 7ZW 667, PGC 59262.